# 山崎駅 (香川県)
山崎駅（やまさきえき）は、香川県木田郡川添村大字山崎（現・高松市東山崎町）にあった高松電気軌道（現：高松琴平電気鉄道長尾線）の駅。

## 歴史
- 1912年（明治45年）：4月30日 高松電気軌道の駅として開業。
- 1943年（昭和18年）：廃止。[注釈 1]

## 駅構造
単式ホーム1面1線を有する駅であった。当駅は現在の水田駅より約340 m瓦町駅方面に位置した。

## 現状
当駅付近は高架となっており、痕跡はない。

## 隣の駅
高松琴平電気鉄道
長尾線
元山駅 - 川島口駅 - 山崎駅  - 水田駅